# موسيقى بيزنطية
الموسيقى البيزنطية (باليونانية: Βυζαντινή μουσική) هي الموسيقى العائدة إلى فترة الإمبراطورية البيزنطية. تكونت هذه الموسيقى في الأصل من مجموعة من الأغنيات والتراتيل المؤلفة من النصوص اليونانية والمستخدمة في مراسم البلاط الإمبراطوري، أو خلال المهرجانات أو كموسيقى شعائرية أو نظيرة شعائرية. تمثل الأشكال الكنائسية من الموسيقى البيزنطية أحد أهم الأشكال المعروفة اليوم لهذه الموسيقى، نظرًا إلى نقلها المستمر بواسطة مختلف التقاليد الأرثوذكسية التي حملت إرث الموسيقى البيزنطية حتى اليوم، من خلال غناء أعضاء الغناء الكنسي التراتيل أحادية اللحن المأخوذة من كتب التراتيل التقليدية مثل ستيتشراريون، الذي يتألف في الواقع من خمسة كتب، وإيرمولوغيون.
لم تندثر الموسيقى البيزنطية بعد سقوط القسطنطينية. حافظت هذه الموسيقى على تقاليدها في عهد بطريرك القسطنطينية، الذي تولى مسؤولية المهمات الإدارية المتعلقة بجميع المسيحيين الأرثوذكسيين في الإمبراطورية العثمانية بعد الغزو العثماني في عام 1453. خلال مرحلة انهيار الإمبراطورية العثمانية في القرن التاسع عشر، أعلنت دول البلقان المنشقة الآخذة في الازدهار استقلالها الذاتي أو استقلال رئيسها الديني عن بطريركية القسطنطينية. مثلت هذه البطريركيات الجديدة التي أعلنت عن نفسها مجموعة من الدول المستقلة المحددة بواسطة دينها.
في هذا السياق، استندت التراتيل الدينية المسيحية في عصر الإمبراطورية العثمانية في كل من بلغاريا، وصربيا واليونان من بين دول أخرى إلى الجذور التاريخية للفنون العائدة إلى عصر الإمبراطورية البيزنطية، على الرغم من الإشارة إلى الموسيقى البطريركية المؤلفة خلال الفترة العثمانية باعتبارها «ما بعد بيزنطية» في كثير من الأحيان. يقدم هذا تفسيرًا لسبب استخدام الموسيقى البيزنطية في الإشارة إلى العديد من تقاليد التراتيل المسيحية الأرثوذكسية العائدة إلى منطقة البحر الأبيض المتوسط والقوقاز التي تركت أثرًا هامًا في التاريخ الحديث حتى يومنا هذا، إذ لا يمكن بالتالي لهذا المقال الاقتصار على الثقافة الموسيقية الخاصة بالماضي البيزنطي.
أضافت اليونسكو التراتيل البيزنطية إلى قائمة التراث الثقافي غير المادي في عام 2019 باعتبارها «فنًا حيًا موجودًا منذ ما يزيد عن 2000 عام، إذ تمثل الترنيمة البيزنطية تقليدًا ثقافيًا هامًا، ونظامًا موسيقيًا شاملًا وأحد أجزاء التقاليد الموسيقية المشتركة التي طورتها الإمبراطورية البيزنطية».

## مدرسة سيمون كاراس في أثينا
بدأ سيمون كاراس (1905 – 1999) العمل على جمع أكبر عدد متوفر من المواد المتاحة في محاولة منه لاستعادة التقليد الضائع كما يبدو. استمر هذا العمل لاحقًا بواسطة طالبيه ليكورجوس أنجيلوبولوس وإيوانيس أرفانيتيس الذي اتخذ كل منهما نهجًا مستقلًا ومختلفًا في تعاملهما مع هذا التقليد.

### ليكورجوس أنجيلوبولوس والجوقة اليونانية البيزنطية
توفي ليكورجوس أنجيلوبولوس في 18 مايو 2014، بعد جمعه عددًا كبيرًا من الطلاب والأتباع وتحقيقه نجاحات عظيمة في عمله كمدرس، رغم أنه دائمًا ما اعتبر نفسه طالبًا أكثر منه معلمًا. نشر ليكورجوس أنجيلوبولوس عددًا من المقالات التي شرح فيها دور أستاذه سيمون كاراس وأثره على عمله. درس أنجيلوبولوس إدخال الطريقة الجديدة «ذا نيو ميثود» من الجانب النيوم البيزنطي الأوسط الذي أهمله كريسانثوس عند تقديمه الطريقة الجديدة. ناقش أنجيلوبولوس على وجه التحديد دور بيتروس إفيسيوس، محرر الطبعات الأولى ذات العلامة النوعية «أوكسيا oxeia» التي أُهملت فيما بعد. عمل أنجيلوبولوس بالتعاون مع جورجيوس كونستانتينو، الذي كتب كتيبًا ومقدمة جديدة لمدرسته، على إعادة تقديم بعد العلامات اللاصوتية المعينة وإعادة تفسيرها باعتبارها علامات زخرفية بالاستناد إلى التفسير الإيقاعي النهائي للطريقة الجديدة التي نقلت الميلوس «melos» إلى التدوين الموسيقي. نتيجة لذلك، وقع على عاتق أنجيلوبولوس مهمة توفير نسخة كاملة مكتوبة بخط اليد لكامل ذخيرة التقليد الحي التي تلقى كل من طلابه نسخة مطبوعة عنها. من أجل فهم جيد، أمكن استخدام الترميز العالمي الجديد وفقًا لكريسانثوس من أجل نسخ أي نوع من الموسيقى العثمانية، ولم يقتصر هذا على الموسيقى الكنسية المؤلفة وفقًا لأوكتوشوس ميلوبيا، إذ شمل أيضًا موسيقى المقام والتقاليد الريفية لمنطقة البحر الأبيض المتوسط. وهكذا، أصبح الجانب الزخرفي الكامل للموسيقى أحادية اللحن معتمدًا الآن على التقليد الشفهي، لكن لم يعد من الممكن تمثيله بواسطة العلامات الأكبر أو اللاصوتية التي وجب فهمها ضمن السياق التقليدي الذي تعود جذوره إلى الفن البسالتيكي البيزنطي. نتيجة لذلك، كان العمل الميداني المشترك مع البروتوبسالتات (كبراء قيادة الغناء الموسيقي الكنسي) التقليدية أحد الأمور الجوهرية الأخرى لمدرسة أنجيلوبولوس، إذ كانت بروتوبسالتات الأركون العائدة إلى البطريركية المسكونية في القسطنطينية (وتعرض كثير منهم للنفي منذ أزمة قبرص في عام 1964)، بالإضافة إلى المغنيين الآثونيين، وخاصة تلك التسجيلات التي عمل بها للأب ديونيسيوس فيرفريس.
تطور الأسلوبان الرئيسيان للتفسير، الأول الهاجيوري، الذي يمثل الأسلوب الأبسط ويتبع بشكل أساسي الأديرة، والثاني البطريركي، الذي يتمثل في الأسلوب المتبع داخل كنيسة القسطنطينية الكبرى، ويُعتبر أكثر تفصيلًا وتنتشر ممارسته بين كنائس الأبرشية. في الوقت الحاضر، تحافظ الكنائس الأرثوذكسية على مدارس التراتيل التي تعمل على تدريب قائدي الموسيقى الكنسية الجدد. توظف كل أسقفية بروتوبسالت (كبير قائدي الموسيقى) خاص بها، إذ يتولى مهام إدارة جوقة الكاتدرائية الأسقفية والإشراف على التعليم والأداء الموسيقي. يُمنح بروتوبسالت البطريركيات لقب بروتوبسالت أركون («اللورد كبير قائدي الموسيقى»)، الذي يُعتبر أحد الألقاب الممنوحة لتكريم العلماء وقائدي الموسيقى المميزين في الموسيقى البيزنطية.

### إيوانيس أرفانيتيس
بينما تمسكت مدرسة أنجيلوبولوس بتدوينات خورموزيوس المؤرشف باعتباره أحد المعلمين العظماء ممن نقلوا الذخيرة البيزنطية وفقًا للطريقة الجديدة «ذا نيو ميثود» خلال أوائل القرن التاسع عشر، عمل طالب آخر من طلاب كاراس، إيوانيس أرفانيتيس على تطوير نهج مستقل قادر على تمكينه من دراسة المصادر الأقدم المكتوبة بالترميز البيزنطي الأوسط.
نشر إيوانيس أرفانيتيس أفكاره في العديد من المقالات بالإضافة إلى رسالة الدكتوراه الخاصة به. أسس أيضًا العديد من الفرق، مثل فرقة أجيبوليتيس، التي أدت تقاليد الطقوس الكاتدرائية البيزنطية بالاستناد إلى دراسته الخاصة حول كونتاكاريا وأسماتيكا العصور الوسطى، فضلًا عن انخراطه في عدد من الأعمال التعاونية مع الفرق الأخرى التي تلقى مغنوها توجيهاته، مثل كابيلا رومانا من إخراج أليكساندر لينغاس وإنسيمبل روميكو من إخراج يورغوس بيلاليس، أو مع فيسنا سارا بينو التي درست مع إيوانيس أرفانيتيس، قبل تأسيسها فرقتها المخصصة للقديس كاسيا وللذخيرة السلافية للكنيسة القديمة وفقًا للتقاليد الصربية العائدة إلى دير هيلاندر الأثوني.